# Coyotepe
Der Coyotepe ist ein Berg zwei Kilometer nördlich von Masaya in Nicaragua. Auf ihm wurde eine Festung errichtet. Coyotepe liegt in der Masaya-Caldera östlich des Vulkans Masaya.

## Name
Die Bezeichnung setzt sich aus dem aztekischen Cóyotl für Kojote und aus dem Nahuat tepe für Hügel oder Berg zusammen.

## Geschichte
Am 18. Juli 1888 erteilte der damalige Bürgermeister von Masaya, Rafael Zurita, die Konzession für die Errichtung und den Betrieb einer Trinkwasserversorgung für die Stadt Masaya.
Dazu wurde Wasser aus dem (heute versiegten) Río Grande de Ticuantepe eingestaut und in einer 26 Kilometer langen Metallrohrleitung zu einem  218 Meter tieferen 2728 m³ fassenden Hochbehälter in der Flanke des Coyotepe geleitet.
Unter der Regierung von José Santos Zelaya wurde 1893 eine Festung errichtet, um die Eisenbahnverbindung von Granada nach Corinto (192 km) kontrollieren zu können.
Am 3. und 4. Oktober 1912, während des Guerra de Mena, verteidigte Coronel Isidoro Díaz Flores diese Position. Der ebenfalls anwesende Verteidigungsminister Benjamín Zeledón wurde im Zuge der Kampfhandlungen erschossen.
Anastasio Somoza García ließ die Festung ab 1936 zur Kaserne ausbauen. Zwischen 1958 und 1961 wurden in der Festung, als Vorbereitung auf die Invasion in der Schweinebucht, Söldner trainiert.
Nach dem Umsturzversuch im April 1954 nutzte der Somoza-Clan die Festung als Gefängnis in dem auch gefoltert wurde. Gefangene waren Diego Manuel Chamorro und Francisco Frixione Saravia. Nach der sandinistischen Revolution 1979, wurden etwa 800 Gefangene freigelassen und die Festung bis 1983 weiter als Gefängnis genutzt. Anschließend wurde sie der Kinderorganisation Asociación de Niños Sandinistas (ANS) übergeben. In den 1980er Jahren wurde die Anlage zu einem Freizeit- und Erholungszentrum umgebaut, mit Spiel- und Sportplatz, Campingbereich sowie Museum. Die Stadt Dietzenbach sowie der Hessische Jugendring finanzierten dieses Vorhaben aufgrund der bestehenden Städtepartnerschaft mit 700.000 US-Dollar. Das Dietzenbacher Solidaritätskomitee organisierte Arbeitsbrigaden zur Unterstützung der Bauarbeiten.
Heute wird die Anlage von den nicaraguanischen Pfadfindern unterhalten. Sie ist ein Ausflugsziel unter anderem mit Aussicht auf die Laguna de Masaya.

## Loma La Barranca
Für die Eisenbahn wurde ein Einschnitt im Coyotepe genutzt und vertieft, der vom Coyotepe abgetrennte Teil wird als Loma La Barranca (deutsch die Schlucht, der Engpass) bezeichnet.